# Grup de Treball
El Grup de Treball (1973-1976) va ser un conjunt heterogeni d'artistes i intel·lectuals, que en un moment donat —molt determinat per les condicions sociopolítiques i culturals d'abans de la transició democràtica— van optar per articular-se en un col·lectiu i assolir un posicionament i una actitud en el sector de les arts plàstiques i visuals en el que va prevaler el compromís i la implicació política per sobre de les pràctiques i les procedències de cada un dels seus components.

## Membres
El procés seguit va respondre a uns plantejaments ideològics i a un estil de treball acceptats pels que en cada moment participaven en el grup. En la relació de membres es troba a (per ordre alfabètic): Francesc Abad, Jordi Benito, Jaume Carbó, Maria Costa, Alicia Fingerhut, Xavier Franquesa, Carles Hac Mor, Imma Julián, Antoni Mercader, Antoni Munné, Antoni Muntadas, Josep Parera, Santi Pau, Pere Portabella, Àngels Ribé, Manuel Rovira, Enric Sales, Carles Santos, Dorothée Selz, Francesc Torres, Albert Vidal.

## Context
Des d'ara el Grup de Treball (GdT) es veu com un conspicu representant de les moltes coses que van passar a primers dels setanta amb l'art contemporani i molt particularment —parafrasejant el títol de la primera exposició que, el 1992, recollia aquest episodi de l'art català— amb les idees i les actituds de la pràctica conceptual.

## Història
El GdT va iniciar la seva trajectòria arran de l'activitat cultural Informació d'Art Concepte 1973 a Banyoles. Una de les aportacions programades va ser la de Carles Santos que presentà un text i realitzà una acció sonora que demanà la implicació del públic assistent.
| «                                         | Conjunt heterogeni d'individus el nivell d'unió dels quals es produeix d'acord amb una doble articulació formada per 1) els plantejaments ideològics -implícits i explícits en la pràctica artística, individual i col·lectiva del grup, com també en altres tipus de pràctica, articulats, que el grup realitza- i 2)per l'estil de treball en relació amb l'articulació dialèctica de tres tipus de pràctica: la pràctica artística, la pràctica teòrica i la pràctica d'incidència i intervenció dels sectors artístics i intel·lectuals. | » |
| — Autodefinició del Grup de Treball, 1975 | |   |

A l'artista, en tant que tal, ara com ara, només se li demana una actitud testimonial: signatures, presència gairabé passiva, contribució a l'ajut econòmic, etc. Això -que fa que els artistes sovint se sentin, i amb raó, utilitzats- és degut a l'absència d'una línia i una actuació politicocultural (i específica al camp artístic) sólida i amb objectius a, curt i a llarg termini. Som els artistes i intel·lectuals els que, junt amb altres sectors, hem de començar a treballar perquè la "utilització" o forma d'ajudar i de contribuir, però no exactament de participar plenament en tant que realitzadors de pràctiques ideològiques, esdevingui/sigui substituïda per una tasca de treball a nivell ideològic, pràctic (pràctica artística) i polític dins dels nostres sectors i també més enllà d'aquests sectors (indicència en i a través dels aparells ideològics existents i a crear.) L'actual conjuntura, a més a més, fa que aquesta tasca -necessària i ineludible per al procés de transformació social- calgui plantejar-la amb urgència.